# Jonás Ramalho
Jonás Ramalho Chimeno (nascut el 10 de juny de 1993 a Barakaldo, Biscaia), és un futbolista basc que ocupa la posició de defensa central i lateral dret. Actualment milita a les files de l'Al-Ahli, i és internacional amb Angola

## Carrera de club

### Athletic de Bilbao
Ramalho va néixer a Barakaldo, Biscaia, de mare basca i pare angolès. Producte del famós sistema juvenil d'l'Athletic Club a Lezama, va aparèixer per primera vegada amb el primer equip amb només 14 anys, i va jugar com a suplent en un partit amistós contra la SD Amorebieta per convertir-se en el jugador més jove de tots els temps en debutar amb el primer equip. Com a sènior, només havia jugat una vegada amb el filial quan va rebre la seva primera convocatòria pel primer equip, i va ser inclòs a la llista de 18 jugadors per a un partit de la UEFA Europa League a casa contra l'SV Werder Bremen, substituint el titular Andoni Iraola quan l'equip ja estava classificat; tanmateix, no va deixar la banqueta en una derrota a casa per 0–3 en la fase de grups el 16 de desembre de 2009.
Ramalho va debutar a la Liga el 20 de novembre de 2011 a l'edat de 18 anys i cinc mesos, quan l'entrenador Marcelo Bielsa el va fer entrar al camp per jugar els últims cinc minuts en lloc de Fernando Llorente una victòria a casa per 2-1 contra el Sevilla FC. El 2 d'agost de l'any següent va fer la seva primera aparició a la competició europea, començant com a titular en una victòria a casa per 3-1 sobre l'NK Slaven Belupo a la UEFA Europa League d'aquella temporada.

### Girona
El 2013, Ramalho va ser cedit al Girona FC, i hi va jugar amb regularitat en dues temporades de Segona Divisió. El maig de 2015, poc després de patir una greu lesió al genoll en un partit a fora contra el Deportivo Alavés, va signar un nou contracte per mantenir-lo a l'Athletic per a la següent campanya.
El 7 de juny de 2016, després de patir el descens amb l'equip B, Ramalho va ser alliberat per l'Athletic de Bilbao. Va tornar a Girona a finals de mes, ara amb un contracte permanent.
Ramalho va abandonar el club català després del seu descens el 2019, però va tornar-hi el 20 d'agost d'aquell any després d'acordar un contracte de tres anys.

### Osasuna
Ramalho va tornar a la màxima divisió l'1 de febrer de 2021, cedit al CA Osasuna fins al 30 de juny amb opció de compra. Va signar un contracte indefinit d'un any amb el club el 5 de juliol.

### Màlaga
El 15 de juliol de 2022, Ramalho va acordar un contracte de dos anys amb el Màlaga CF de segona divisió.

## Carrera internacional
Ramalho va formar part de les seleccions espanyoles sub-19 que van guanyar l'Eurocopa el 2011 i el 2012. Amb l'equip ja classificat per als vuitens de final com a vencedor de grups, va ser enviat per l'entrenador Ginés Meléndez per al darrer partit de fase de grups de la darrera competició a Chiajna, marcant un autogol que va obrir una derrota per 3-0 contra Turquia.
Ramalho va ser convocat per l'entrenador d'Angola Srđan Vasiljević en una plantilla preliminar per a la Copa d'Àfrica de Nacions 2019, però va ser un dels tres jugadors eliminats abans del torneig final a Egipte. Va ser seleccionat de nou el setembre de 2020, guanyant el seu primer partit el mes següent per 3-0 contra Moçambic celebrada a Rio Maior.

## Palmarès
Espanya Sub-19
- Campionat d'Europa sub-19 de la UEFA: 2011,[18] 2012[19]